# ويليام جونسون (مصارع رياضي)
ويليام جونسون (بالإنجليزية: William Johnson)‏ هو مصارع رياضي أمريكي، ولد في 19 يناير 1901 في براونوود في الولايات المتحدة، وتوفي في 27 مايو 1928 في فلاشينغ ‏ في الولايات المتحدة.

## وصلات خارجية
- ويليام جونسون على موقع أوليمبيديا (الإنجليزية)